# JAKMIP3
JAKMIP3‏ (Janus kinase and microtubule interacting protein 3) هوَ بروتين يُشَفر بواسطة جين JAKMIP3 في الإنسان.